# Angus Cameron
Angus Cameron, född 4 juli 1826 i Livingston County, New York, död 30 mars 1897 i La Crosse, Wisconsin, var en amerikansk republikansk politiker. Han representerade delstaten Wisconsin i USA:s senat 1875–1881 och 1881–1885.
Cameron studerade vid Genesee Wesleyan Seminary (numera Syracuse University i Syracuse, New York) i Lima, New York. Han arbetade sedan som lärare och studerade juridik i Buffalo och i Ballston Spa. Han var verksam inom bankbranschen en kort tid och inledde sin karriär som advokat i Buffalo. Han flyttade 1857 till La Crosse, Wisconsin.
Cameron var 1867 talman i Wisconsin State Assembly, underhuset i delstatens lagstiftande församling. Han var ledamot av delstatens senat 1863–1864 och 1871–1872.
Cameron blev 1875 invald i USA:s senat. Han bestämde sig för att inte kandidera till en andra mandatperiod. Han efterträddes som senator av Philetus Sawyer i mars 1881. Emellertid hade den andra senatorn för Wisconsin, Matthew H. Carpenter, avlidit i ämbetet. Bara några dagar efter att han hade lämnat senaten fick Cameron återvända dit som Carpenters efterträdare. Cameron var kvar i senaten fram till slutet av Carpenters mandatperiod. Han efterträddes sedan 1885 av John Coit Spooner.
Cameron avled 1897 och gravsattes på Oak Grove Cemetery i La Crosse.